# تپه آلان
تپه آلان مربوط به عصر مس و سنگ جدید - سده‌های اولیه، میانه و متاخر دوران‌های تاریخی پس از اسلام است و در شهرستان کبودرآهنگ، بخش گل تپه، دهستان گل تپه کنار جاده متصل به روستای آلان سفلی واقع شده و این اثر در تاریخ ۷ اسفند ۱۳۸۶ با شمارهٔ ثبت ۲۱۶۶۴ به‌عنوان یکی از آثار ملی ایران به ثبت رسیده است.